# Bojary (sielsowiet Ryteń)
Bojary (biał. Баяры, Bajary; ros. Бояры, Bojary) – chutor na Białorusi, w obwodzie grodzieńskim, w rejonie ostrowieckim, w sielsowiecie Ryteń.

## Historia
W czasach zaborów wieś w gminie Kiemieliszki, w powiecie święciańskim, w guberni wileńskiej Imperium Rosyjskiego. W 1905 roku liczyła 120 mieszkańców, 173 dziesięciny.
W dwudziestoleciu międzywojennym wieś leżąca w Polsce, w województwie wileńskim, w powiecie święciańskim, w gminie Kiemieliszki.
W 1931 w 25 domach zamieszkiwało 119 osób.
Po II wojnie światowej w granicach Związku Sowieckiego. Od 1991 w niepodległej Białorusi.